# Ковзанярський спорт на зимових Олімпійських іграх 2014 — 3000 метрів (жінки)
Змагання з ковзанярського спорту на дистанції 3000 метрів серед жінок на зимових Олімпійських іграх 2014 пройшли 9 лютого. Місцем проведення змагань став ковзанярський стадіон «Адлер-Арена». Змагання почалися j 15:30 за місцевим часом (UTC+4).
У змаганнях брали участь спортсменки, що перемагали на цій дистанції на трьох останніх Олімпіадах: Клаудія Пехштайн (2002), Ірен Вюст (2006) і Мартіна Сабликова (2010). Вони знову були серед фаворитів та зайняли 3 з 4 перших місць. 41-річна Пехштайн вийшла на старт на своїй шостій Олімпіаді (1992, 1994, 1998, 2002, 2006 і 2014).
Ірен Вюст відновила свій рекорд ковзанки — 4:00,34.

## Медалісти
| Золото                 | Срібло                    | Бронза             |
| Ірен Вюст · Нідерланди | Мартіна Сабликова · Чехія | Ольга Граф · Росія |

## Рекорди
|                     | Спортсменка      | Час     | Місце               | Дата             |
| Світовий рекорд     | Сінді Классен    | 3:53,34 | Калгарі, Канада     | 18 березня 2006  |
| Олімпійський рекорд | Клаудія Пехштайн | 3:57,70 | Солт-Лейк-Сіті, США | 20 лютого 2002   |
| Рекорд ковзанки     | Ірен Вюст        | 4:02,43 |                     | 21 Березень 2013 |

## Результати

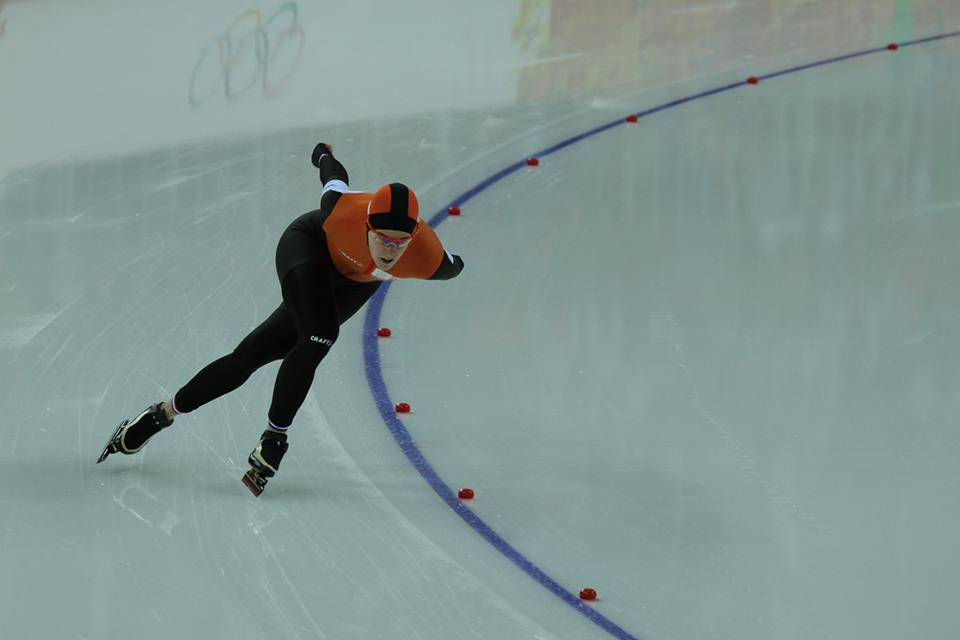
Виступ Ірен Вюст

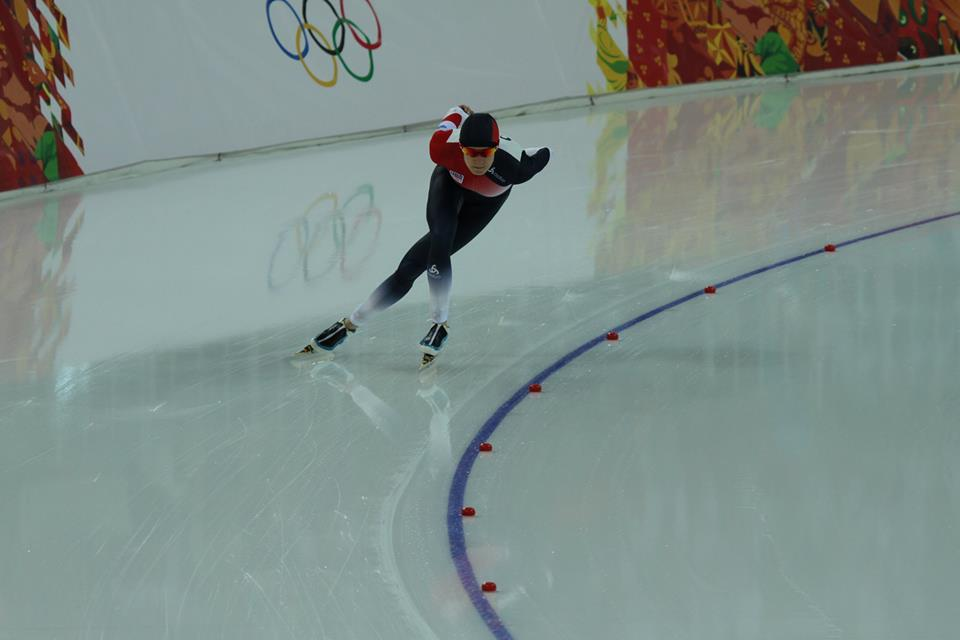
Виступ Мартіни Саблікової

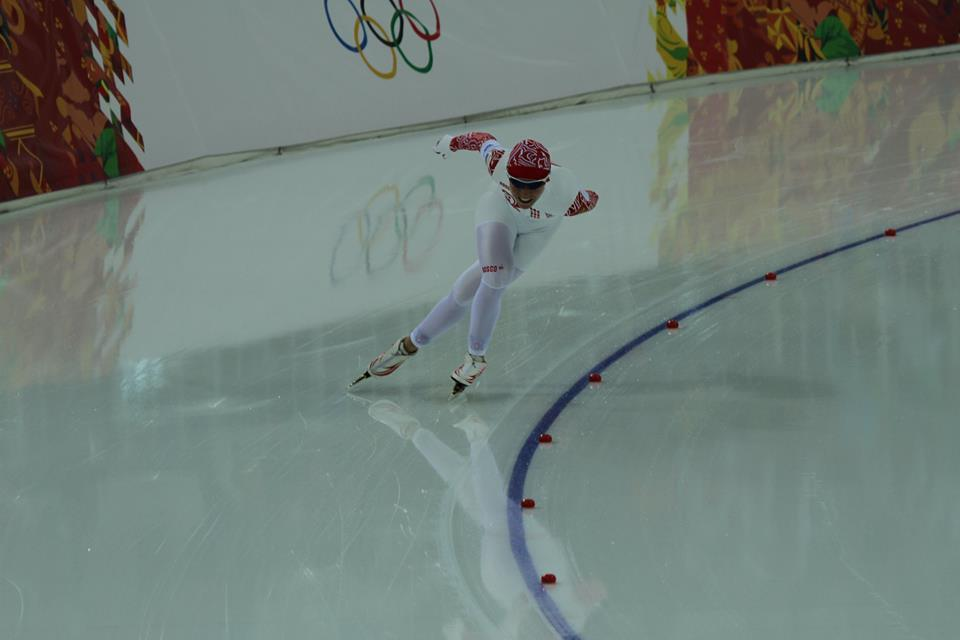
Виступ Ольги Граф

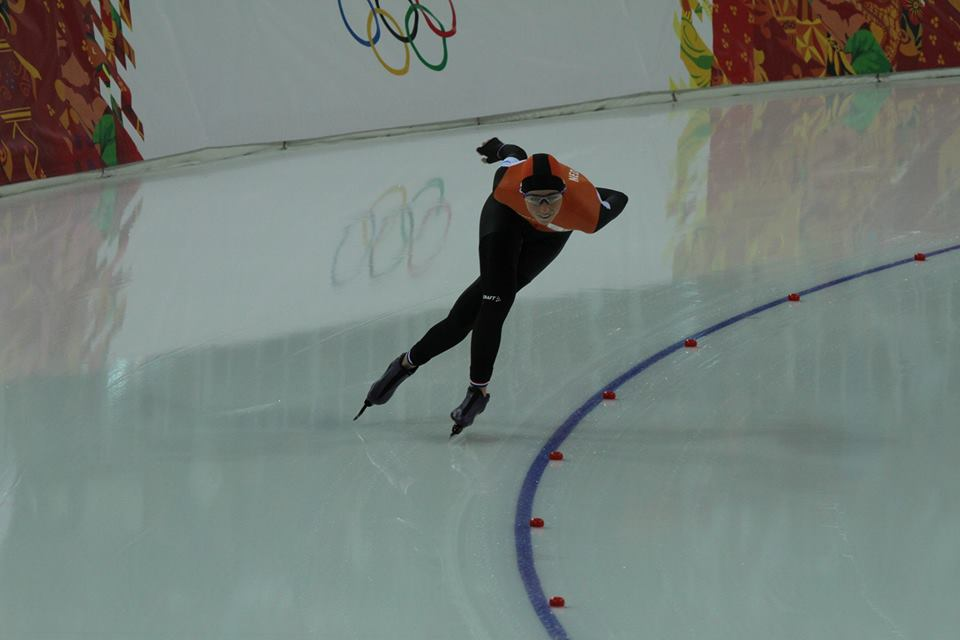
Виступ Аннаук ван дер Вейден

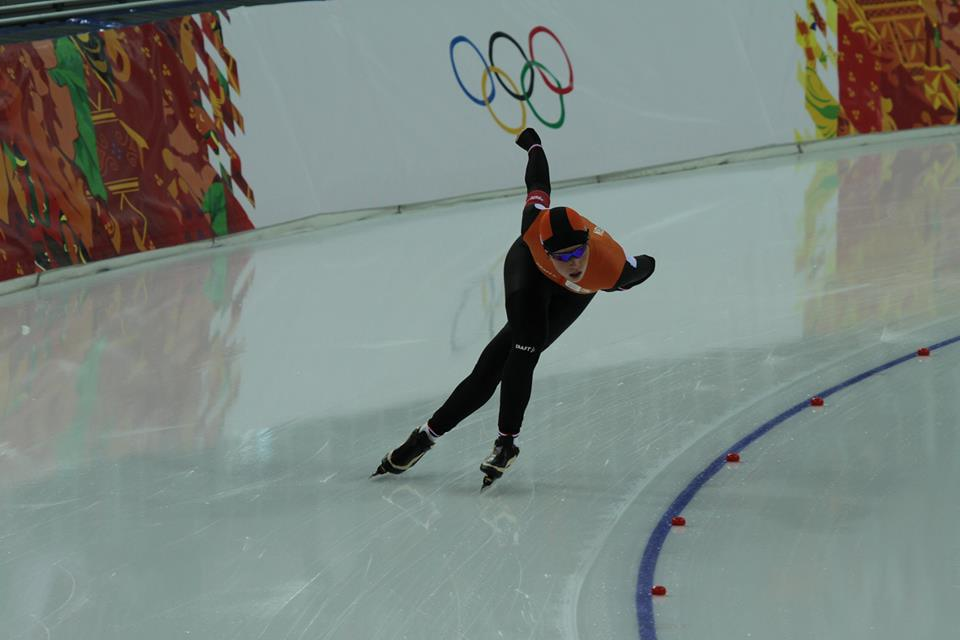
Виступ Антоінетте де Йонг

| Місце | Пара | Спортсмен                     | Час        | Відставання |
| ----- | ---- | ----------------------------- | ---------- | ----------- |
| 1     | 13   | Ірен Вюст (NED)               | 4:00,34 TR | 0,00        |
| 2     | 12   | Мартіна Сабликова (CZE)       | 4:01,95    | +1,61       |
| 3     | 10   | Ольга Граф (RUS)              | 4:03,47    | +3,13       |
| 4     | 11   | Клаудія Пехштайн (GER)        | 4:05,26    | +4,92       |
| 5     | 8    | Аннаук ван дер Вейден (NED)   | 4:05,75    | +5,41       |
| 6     | 11   | Іда Ньотун (NOR)              | 4:06,73    | +6,39       |
| 7     | 14   | Антоінетте де Йонг (NED)      | 4:06,77    | +6,43       |
| 8     | 6    | Юлія Скокова (RUS)            | 4:09,36    | +9,02       |
| 9     | 13   | Сіхо Ісідзава (JPN)           | 4:09,39    | +9,05       |
| 10    | 10   | Джілліен Рукард (USA)         | 4:10,02    | +9,68       |
| 11    | 8    | Бенте Краус (GER)             | 4:10,17    | +9,83       |
| 12    | 9    | Олена Петерс (BEL)            | 4:10,87    | +10,53      |
| 13    | 3    | Кім Бо Рим (KOR)              | 4:12,08    | +11,74      |
| 14    | 5    | Марі Хеммер (NOR)             | 4:12,21    | +11,87      |
| 15    | 1    | Секо Фудзімура (JPN)          | 4:12,71    | +12,37      |
| 16    | 9    | Наталія Червонка (POL)        | 4:13,26    | +12,92      |
| 17    | 4    | Штефані Бекерт (GER)          | 4:13,55    | +13,21      |
| 18    | 7    | Луїза Злотковська (POL)       | 4:14,19    | +13,85      |
| 19    | 7    | Бріттані Шусслер (CAN)        | 4:14,65    | +14,31      |
| 20    | 1    | Катерина Шихова (RUS)         | 4:14,97    | +14,63      |
| 21    | 14   | Ходзумі Масако (JPN)          | 4:15,52    | +15,18      |
| 22    | 2    | Анна Рокита (AUT)             | 4:16,43    | +16,09      |
| 23    | 4    | Франческа Лоллобриджида (ITA) | 4:16,52    | +16,18      |
| 24    | 3    | Івані Блондин (CAN)           | 4:18,70    | +18,36      |
| 25    | 5    | Але Сон Ен (KOR)              | 4:19,02    | +18,68      |
| 26    | 2    | Анна Рінгсред (USA)           | 4:21,51    | +21,17      |
| 27    | 6    | Ян Сін Ен (KOR)               | 4:23,67    | +23,33      |
| —     | 12   | Катажина Бахледа-Цурусь (POL) | 4:06,73    | DSQ         |